# Chonburi Football Club
Il Chonburi Football Club è una società calcistica thailandese con sede nella città di Chonburi fondata nel 1997.

## Palmarès

### Calcio

#### Competizioni nazionali
- Thai League: 1

2007
- Thai FA Cup: 2

2010, 2016
- Kor Royal Cup: 4

2007, 2009, 2011, 2012
- Thai League 2: 1

2024-2025

#### Altri piazzamenti
- Thai League 1:

Secondo posto: 2008, 2009, 2011, 2012, 2014
Terzo posto: 2010, 2013
- Thai FA Cup:

Finalista: 2014, 2020-2021
- Thai League Cup:

Semifinalista: 2021-2022
- Coppa della Regina:

Semifinalista: 2008, 2009, 2010
- Coppa dell'AFC:

Semifinalista: 2012

## Organico

### Rosa 2025
| N. |                       | Ruolo | Calciatore                     |
| -- | --------------------- | ----- | ------------------------------ |
| 2  | Thailandia (bandiera) | D     | Noppanon Kachaplayuk           |
| 6  | Thailandia (bandiera) | C     | Rangsan Wiroonsri              |
| 7  | Brasile (bandiera)    | A     | Vander                         |
| 8  | Thailandia (bandiera) | C     | Worachit Kanitsribampen        |
| 9  | Thailandia (bandiera) | A     | Adisak Kraisorn                |
| 10 | Thailandia (bandiera) | C     | Kroekrit Thaweekarn (capitano) |
| 14 | Filippine (bandiera)  | D     | Jefferson Tabinas              |
| 15 | Thailandia (bandiera) | D     | Jakkapong Sanmahung            |
| 19 | Thailandia (bandiera) | C     | Saharat Sontisawat             |
| 24 | Thailandia (bandiera) | C     | Phanuphong Phonsa              |
| 26 | Thailandia (bandiera) | C     | Narathip Kruearanya            |
| 27 | Thailandia (bandiera) | A     | Settawut Wongsai               |
| 28 | Thailandia (bandiera) | D     | Niran Hansson                  |
| 30 | Thailandia (bandiera) | P     | Chakhon Philakhlang            |
| 33 | Brasile (bandiera)    | A     | Derley                         |
| 35 | Thailandia (bandiera) | P     | Chanin Sae-ear                 |

| N. |                        | Ruolo | Calciatore                 |
| -- | ---------------------- | ----- | -------------------------- |
| 50 | Thailandia (bandiera)  | D     | Songchai Thongcham         |
| 51 | Thailandia (bandiera)  | D     | Tawan Chanthasen           |
| 52 | Thailandia (bandiera)  | D     | Pongsakorn Trisat          |
| 53 | Thailandia (bandiera)  | D     | Chatmongkol Rueangthanarot |
| 54 | Thailandia (bandiera)  | C     | Phitak Phimpae             |
| 55 | Thailandia (bandiera)  | C     | Narutchai Nimboon          |
| 56 | Thailandia (bandiera)  | C     | Channarong Promsrikaew     |
| 57 | Thailandia (bandiera)  | C     | Nititorn Sripraman         |
| 58 | Thailandia (bandiera)  | C     | Sarawut Saowaros           |
| 63 | Thailandia (bandiera)  | C     | Kroekphon Phondongdok      |
| 64 | Thailandia (bandiera)  | C     | Kasidit Kalasin            |
| 65 | Thailandia (bandiera)  | D     | Bukkoree Lemdee            |
| 75 | Thailandia (bandiera)  | D     | Sampan Kesi                |
|    | Paesi Bassi (bandiera) | A     | Oege-Sietse van Lingen     |
|    | Filippine (bandiera)   | P     | Kevin Ray Mendoza          |
|    | Brasile (bandiera)     | D     | Jorge Fellipe              |
|    | Francia (bandiera)     | A     | Greg Houla                 |

## Calcio a 5

### Palmarès

#### Competizioni nazionali
- Campionato thailandese: 8

2006, 2009, 2010, 2011-12, 2012-13, 2014, 2015, 2016, 2017
- Coppa della Thailandia: 4

2010, 2011-12, 2014, 2015

#### Competizioni internazionali
- AFC Futsal Club Championship: 2

2013, 2017